# فريدون زعيم أوغلي
فريدون زعيم أوغلي (بالألمانية: Feridun Zaimoglu)‏ (ولد في 4 ديسمبر 1964) هو شاعر وفنّان تشكيلي من أصل ألماني تركي.
تطوّر زعيم أوغلي منذ 1995 حتى أصبح واحدا من بين الشّعراء المهمين والمعاصرين للغة الألمانية. موضوعه الأساسي مشاكل الجيل الثاني والثالث للمهاجرين الأتراك إلى ألمانيا.

## وصلات خارجية
- فريدون زعيم أوغلي على موقع IMDb (الإنجليزية)
- فريدون زعيم أوغلي على موقع مونزينجر (الألمانية)
- فريدون زعيم أوغلي على موقع ميوزك برينز (الإنجليزية)
- فريدون زعيم أوغلي على موقع أول موفي (الإنجليزية)
- فريدون زعيم أوغلي على موقع ديسكوغز (الإنجليزية)
- فريدون زعيم أوغلي على موقع قاعدة بيانات الفيلم (الإنجليزية)